# Holcopsis bequaerti
Holcopsis bequaerti är en tvåvingeart som först beskrevs av Philip 1934.  Holcopsis bequaerti ingår i släktet Holcopsis och familjen bromsar. Inga underarter finns listade i Catalogue of Life.